# Canton de Châteaugiron
Le canton de Châteaugiron est une circonscription électorale française située dans le département d'Ille-et-Vilaine et la région Bretagne.

## Représentation

### Conseillers d'arrondissement (de 1833 à 1940)
| Période                                  | Période      | Identité                                   | Étiquette           | Qualité |
| ---------------------------------------- | ------------ | ------------------------------------------ | ------------------- | --- |
| 1833                                     | 1848         | M. Régnier                                 |                     | Maire de Châteaugiron                                                                                       |
|                                          |              |                                            |                     | |
|                                          | 1893 (décès) | Julien Pierre Georges Gaudiche (1840-1893) |                     | Marchand à Châteaugiron                                                                                     |
|                                          |              |                                            |                     | |
| 1904                                     | 1922         | Henri-Félix Ravalet                        | RG                  | Industriel à Noyal-sur-Vilaine                                                                              |
| 1922                                     | 1940         | Joseph Pannetier                           | Républicain libéral | Cultivateur à Launay-des-Lins, Noyal-sur-Vilaine                                                            |
| 1940                                     |              |                                            |                     | Les conseils d'arrondissement ont été suspendus par la loi du 12 octobre 1940 et n'ont jamais été réactivés |
| Les données manquantes sont à compléter. |              |                                            |                     | |

### Conseillers généraux de 1833 à 2015
De 1833 à 1848, il y eut un seul élu pour les cantons de Châteaugiron et de Liffré :
- Jean-Baptiste Mancel, élu le 1er décembre 1833 ;
- Paul-Charles Hardouin, maire de Noyal-sur-Vilaine, le 7 mai 1837.

| Période | Période      | Identité              | Étiquette          | Qualité |
| ------- | ------------ | --------------------- | ------------------ | --- |
| 1833    | 1837         | Jean-Baptiste Mancel  |                    | Ancien conseiller de préfecture, à Rennes |
| 1837    | 1867         | Paul-Charles Hardoüin |                    | Propriétaire, maire de Noyal-sur-Vilaine |
| 1867    | 1889         | Félix Martin-Feuillée | Union républicaine | Avocat au barreau de Rennes, député (1876-1889), sous-secrétaire d'État (1879 à 1882), ministre (1883-1885), président du conseil général (1871-1889) |
| 1889    | 1921 (décès) | Pierre Marie Barbot   | Républicain        | Marchand de bois, maire de Noyal-sur-Vilaine |
| 1922    | 1930 (décès) | François Guérault     | RG                 | Antiquaire, député (1928-1930), propriétaire à Vitré                                                                                                  |
| 1930    | 1934 (décès) | Jean-Baptiste Gendry  | RG                 | Maire de Nouvoitou |
| 1934    | 1940         | François Delalande    | URD                | Cultivateur, conseiller municipal de Domloup, nommé conseiller départemental en 1943                                                                  |
|         |              |                       |                    | |
| 1945    | 1951         | François Delalande    | DVD                | Cultivateur à Domloup |
| 1951    | 1965 (décès) | Maurice Audrain       | DVD puis CD        | Médecin, maire de Noyal-sur-Vilaine |
| 1965    | 1995         | Pierre Le Treut       | DVD puis UDF-CDS   | Vétérinaire, maire de Châteaugiron |
| 1995    | 2001         | Daniel Ostoréro       | PS                 | Cadre d'action sociale, maire de Nouvoitou |
| 2001    | 2015         | Louis Hubert          | UDF puis UMP       | Cadre de banque, premier adjoint au maire de Noyal-sur-Vilaine                                                                                        |

### Représentation après 2015
| Période élective | Période élective | Mandat | Mandat   | Identité          | Nuance | Nuance | Qualité |
| ---------------- | ---------------- | ------ | -------- | ----------------- | ------ | ------ | --- |
| 2015             | 2021             | 2015   | 2021     | Aude de La Vergne |        | LR     | Profession rattachée à l'enseignement Adjointe au maire de Châteaubourg                                                                            |
| 2015             | 2021             | 2015   | 2021     | Louis Hubert      |        | DVD    | Cadre de banque Adjoint au maire de Noyal-sur-Vilaine                                                                                              |
| 2021             | 2028             | 2021   | en cours | Schirel Lemonne   |        | DVG    | Fonctionnaire territoriale Conseillère municipale de Châteaugiron                                                                                  |
| 2021             | 2028             | 2021   | en cours | Stéphane Lenfant  |        | PS     | Directeur participation citoyenne Ville de Rennes 9e vice-président du conseil départemental Conseiller municipal de Noyal-sur-Vilaine (2014-2020) |

### Résultats détaillés

#### Élections de mars 2015
À l'issue du 1er tour des élections départementales de 2015, deux binômes sont en ballottage : Aude de La Vergne et Louis Hubert (DVD, 42,98 %) et Stéphane Lenfant et Marie-Noëlle Renault (Union de la Gauche, 29,70 %). Le taux de participation est de 51,31 % (14 308 votants sur 27 884 inscrits) contre 50,90 % au niveau départemental et 50,17 % au niveau national.
Au second tour, Aude de La Vergne et Louis Hubert (DVD) sont élus avec 58,01 % des suffrages exprimés et un taux de participation de 48,08 % (7 294 voix pour 13 405 votants et 27 883 inscrits).

#### Élections de juin 2021
Le premier tour des élections départementales de 2021 est marqué par un très faible taux de participation (33,26 % au niveau national). Dans le canton de Châteaugiron, ce taux de participation est de 34,44 % (10 782 votants sur 31 306 inscrits) contre 34,85 % au niveau départemental. À l'issue de ce premier tour, deux binômes sont en ballottage : Aude de La Vergne et Louis Hubert (DVD, 35,32 %) et Schirel Lemonne et Stéphane Lenfant (PS, 30,09 %).
Le second tour des élections est marqué une nouvelle fois par une abstention massive équivalente au premier tour. Les taux de participation sont de 34,36 % au niveau national, 34,98 % dans le département et 34,84 % dans le canton de Châteaugiron. Schirel Lemonne et Stéphane Lenfant (PS) sont élus avec 52,15 % des suffrages exprimés (5 341 voix pour 10 908 votants et 31 311 inscrits),,. 
Le deuxième tour s'annonce disputé. Le report des voix écologistes laisse toutefois une possibilité de voir le canton basculer à gauche. Le second tour de tient le dimanche 27 juin 2021. Avec des victoires dans des fiefs de la droite Châteaugiron (50,22%) et Châteaubourg (58,13%), et de courtes défaites dans les autres communes (49,36%) à Noyal-sur-Vilaine et 48,12% à Saint-Didier l'avance prise par le binôme Lemonne/Lenfant fait virer le canton à gauche pour une victoire historique 52,15% (5 341 voix) contre 47,85% (4 901 voix) pour le binôme sortant de la droite et du centre Aude de la Vergne et Louis Hubert.

## Composition

### Composition avant 2015

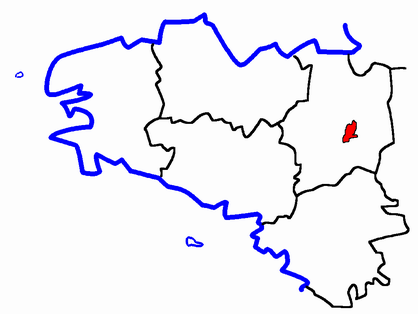
Situation du canton de Châteaugiron dans le département d'Ille-et-Vilaine avant 2015.

Le canton de Châteaugiron regroupait neuf communes entières.
| Nom                      | Code Insee | Codepostal | Superficie (km2) | Population (dernière pop. légale) | Densité (hab./km2) |
| ------------------------ | ---------- | ---------- | ---------------- | --------------------------------- | ------------------ |
| Châteaugiron (chef-lieu) | 35069      | 35410      | 8,70             | 6 984 (2012)                      | 803                |
| Brécé                    | 35039      | 35530      | 7,16             | 2 005 (2012)                      | 280                |
| Chancé                   | 35053      | 35680      | 5,22             | 308 (2012)                        | 59                 |
| Domloup                  | 35099      | 35410      | 18,53            | 2 908 (2012)                      | 157                |
| Nouvoitou                | 35204      | 35410      | 18,94            | 2 842 (2012)                      | 150                |
| Noyal-sur-Vilaine        | 35207      | 35530      | 30,73            | 5 526 (2012)                      | 180                |
| Saint-Armel              | 35250      | 35230      | 7,75             | 1 876 (2012)                      | 242                |
| Saint-Aubin-du-Pavail    | 35254      | 35410      | 5,83             | 755 (2012)                        | 130                |
| Servon-sur-Vilaine       | 35327      | 35530      | 15,26            | 3 534 (2012)                      | 232                |

Avant la Révolution de 1789, les communes qui allaient constituer le canton de Châteaugiron ressortissaient toutes de la généralité de Rennes pour le civil et de l'évêché de Rennes au religieux.
L'Assemblée constituante allait créer le 14 décembre 1789, une municipalité dans chaque ville, bourg, paroisse. Toutes les paroisses furent érigées en communes.
L'ancienne organisation administrative des États de Bretagne allait disparaître pour être remplacée par les nouvelles structures départementales. Le département de Rennes fut divisé en neuf districts et 79 cantons et devint le département d'Ille-et-Vilaine.
Les communes de Châteaugiron (ou Montgiron en 1795), Domloup, Nouvoitou, Saint-Aubin-du-Pavail, Veneffles constituaient le canton de Châteaugiron.
Brécé, Noyal-sur-Vilaine, Servon-sur-Vilaine formaient le canton de Noyal-sur-Vilaine, Chancé appartenait au canton de Piré (district de La Guerche) et Saint-Armel était dans le canton de Corps-Nuds (district de Bain).
C'est en 1802 — An X — qu'est constitué le canton de Châteaugiron dans la configuration qu'il a gardé jusqu'en 2015 avec alors neuf communes.
La commune de Veneffles, absorbée en 1971 par Châteaugiron, est la seule commune supprimée, depuis la création des communes sous la Révolution, incluse dans le territoire du canton de Châteaugiron dans ses limites de 2014.

### Composition depuis 2015
Lors du redécoupage de 2014, le canton de Châteaugiron regroupait quatorze communes entières.
À la suite de la création de la commune nouvelle Châteaugiron regroupant les communes de Châteaugiron, Saint-Aubin-du-Pavail et Ossé le 1er janvier 2017, le nombre de communes descend à 12.
À la suite de la fusion, au 1er janvier 2019, de Chancé et de Piré-sur-Seiche pour former la commune de Piré-Chancé, le nombre de communes descend à 11.
| Nom                                  | Code Insee | Intercommunalité                   | Superficie (km2) | Population (dernière pop. légale) | Densité (hab./km2) | Modifier                                    |
| ------------------------------------ | ---------- | ---------------------------------- | ---------------- | --------------------------------- | ------------------ | ------------------------------------------- |
| Châteaugiron (bureau centralisateur) | 35069      | CC Pays de Châteaugiron Communauté | 23,52            | 10 688 (2022)                     | 454                | modifier les données · modifier les données |
| Boistrudan                           | 35028      | CC Roche aux Fées Communauté       | 12,80            | 726 (2022)                        | 57                 | modifier les données · modifier les données |
| Châteaubourg                         | 35068      | CA Vitré Communauté                | 28,60            | 7 523 (2022)                      | 263                | modifier les données · modifier les données |
| Domagné                              | 35096      | CA Vitré Communauté                | 29,00            | 2 439 (2022)                      | 84                 | modifier les données · modifier les données |
| Domloup                              | 35099      | CC Pays de Châteaugiron Communauté | 18,53            | 3 839 (2022)                      | 207                | modifier les données · modifier les données |
| Louvigné-de-Bais                     | 35161      | CA Vitré Communauté                | 15,37            | 1 874 (2022)                      | 122                | modifier les données · modifier les données |
| Noyal-sur-Vilaine                    | 35207      | CC Pays de Châteaugiron Communauté | 30,73            | 6 250 (2022)                      | 203                | modifier les données · modifier les données |
| Piré-Chancé                          | 35220      | CC Pays de Châteaugiron Communauté | 41,56            | 3 177 (2022)                      | 76                 | modifier les données · modifier les données |
| Saint-Didier                         | 35264      | CA Vitré Communauté                | 14,14            | 2 030 (2022)                      | 144                | modifier les données · modifier les données |
| Saint-Jean-sur-Vilaine               | 35283      | CA Vitré Communauté                | 10,73            | 1 376 (2022)                      | 128                | modifier les données · modifier les données |
| Servon-sur-Vilaine                   | 35327      | CC Pays de Châteaugiron Communauté | 15,26            | 4 032 (2022)                      | 264                | modifier les données · modifier les données |
| Canton de Châteaugiron               | 3505       |                                    | 240,24           | 43 954 (2022)                     | 183                | modifier les données                        |

## Démographie

### Démographie avant 2015
| 1962  | 1968  | 1975   | 1982   | 1990   | 1999   | 2006   | 2011   | 2012   |
| ----- | ----- | ------ | ------ | ------ | ------ | ------ | ------ | ------ |
| 8 287 | 9 412 | 10 756 | 14 405 | 17 722 | 21 893 | 24 598 | 26 464 | 26 738 |

### Démographie depuis 2015
En 2022, le canton comptait 43 954 habitants, en évolution de +8,07 % par rapport à 2016 (Ille-et-Vilaine : +5,46 %, France hors Mayotte : +2,11 %).
| 2013   | 2018   | 2022   |
| ------ | ------ | ------ |
| 38 093 | 42 050 | 43 954 |